# Al Ham
Al Ham (* 6. Februar 1925 in Malden, Massachusetts; † 4. Oktober 2001 in Spring Hill, Florida) war ein amerikanischer Komponist, Musiker  und Arrangeur.
Ham entwickelte das Radioformat Music of Your Life, das ab 1977 in den Vereinigten Staaten landesweit ausgestrahlt wurde. Für seine Musik zum Film Stop the World: I Want to Get Off erhielt er bei der Oscarverleihung 1967 eine Oscar-Nominierung. Als Produzent von James Whitmores Theaterstück Give 'em Hell, Harry! wurde Ham mit dem Grammy ausgezeichnet. 1975 produzierte er auch den Film mit.
1957 war Ham Produzent von Johnny Mathis’ Aufnahme Wonderful Wonderful.